# Dijle (departement)
Het departement Dijle (département de la Dyle) was een Frans departement in de Nederlanden, genoemd naar de rivier de Dijle. Het grondgebied komt grotendeels overeen met dat van de huidige Belgische provincies Vlaams-Brabant en Waals-Brabant en het Brussels Hoofdstedelijk Gewest.

## Instelling
Het departement werd gevormd na de annexatie van de Zuidelijke Nederlanden in 1795 door samenvoeging van het zuidelijke deel van het hertogdom Brabant, de streek van Halle - die bij het graafschap Henegouwen hoorde - en nog wat kleinere territoria.

## Bestuurlijke indeling
De hoofdstad van het departement was Brussel. Het was ingedeeld in de volgende arrondissementen en kantons:
- arrondissement Brussel, kantons: Anderlecht, Asse, Brussel, Halle, Terhulpen, Lennik, Sint-Stevens-Woluwe (Zaventem), Ukkel, Vilvoorde en Wolvertem (Meise).
- arrondissement Leuven, kantons: Aarschot, Diest, Glabbeek, Graven, Haacht, Leuven, Tienen en Zoutleeuw.
- arrondissement Nijvel, kantons: Genepiën, Herne, Geldenaken, Nijvel, Perwijs en Waver.

## Prefect
1800-1805: Louis-Gustave Doulcet de Pontécoulant
1805-1808: François Louis René Mouchard de Chaban
1808-1813: Frédéric-Séraphin de La Tour du Pin Gouvernet
1813-1814: Frédéric Christophe d'Houdetot

## Opheffing
Na de nederlaag van Napoleon in 1814 werd het departement krachtens de Grondwet van 24 augustus 1815 omgezet in de provincie Zuid-Brabant van het Verenigd Koninkrijk der Nederlanden.

## Archief
Het archief van het Dijledepartement wordt bewaard in het Rijksarchief te Brussel.